# Schisma
Een schisma (Grieks: σχίσμα, s-chisma of s-chísma van σχίζω, s-chidzō, schizein = splitsen, klieven, afscheuren, splijten) is een splitsing of afscheuring van een organisatie in minstens twee verschillende kampen.

## Religieus
Een schisma is gewoonlijk officieel het gevolg van onverzoenbare ideologische of religieuze geschillen. Doorgaans wordt deze term vooral gebruikt bij de meer centralistisch geleide religies met een minder grote verdraagzaamheid ten aanzien van ideologische verschillen. Vaak spelen prestige en persoonlijke factoren een rol. Zo werd bij het Oosters Schisma in 1054 in het Westen hun patriarchaat, Rome, belangrijker gevonden dan de patriarchaten van het Oosten en werd van de Oosterse kerken gevraagd de bisschop van Rome meer gezag toe te kennen dan de andere. Bij het Westers schisma speelde politieke rivaliteit tussen het Heilige Roomse Rijk en de Franse koning een grote rol.
In historische context verwijst een schisma meestal naar een splitsing binnen het christendom. De twee belangrijkste voorbeelden hiervan zijn het Oosters Schisma van 1054 en het Westers Schisma, dat duurde van 1378 tot 1417. Er mag echter niet worden vergeten dat voorafgaand aan deze schisma's al een aantal andere afscheuringen waren gebeurd: de vroege schismata.
In de historische kerken wordt een schisma als een groot kwaad beschouwd, omdat daarmee het ene lichaam van Christus (de Kerk) in stukken wordt gescheurd. Sommige kerkafdelingen voelden zich echter tot een scheuring genoodzaakt, als de moederkerk volgens hen op essentiële punten het ware christelijke geloof vaarwel had gezegd.

## Overig
Het woord schisma kan ook worden gebruikt bij een scheuring als:
- politiek (DS'70 was een afsplitsing van de PvdA)
- kunst (de abstracten kregen de macht bij de Rijksakademie van beeldende kunsten te Amsterdam en de figuratieven scheurden af)